# Близькосхідний інститут
Близькосхідний інститут (відомий ще як "Інститут східних мов"). Заснований у Києві навесні 1918 зусиллями професорів Є.Сташевського, П.Богаєвського та І.Бабата (вони ж були, послідовно, його ректорами). Мав у своєму складі консульський і комерційний факультети, призначався для підготовки дипломатичних кадрів незалежної України. Програмою передбачалось опанування студентами мов, історії та культури близько-, середньосхідних та балканських країн. Арабські і турецькі мови викладав Т.Кезма, перську – М.Джафар та П.Лозієв, історію – А.Кримський. 1920 Б.і. реорганізовано в Інститут зовнішніх зносин з навчальними циклами: близькосхідним, англосаксонським, германським, романським, слов'янським. Надалі інститут перетворено на Торгово-промисловий технікум, при якому з 1924 функціонував Вищий семінар сходознавства ім. Н.Наріманова, де читалися лекції, доповіді, захищалися дипломні роботи. Доробок семінару – видання "Востоковедение. Etudes orientales" (1925), що містило матеріали Л.Левитського, Б.Курца, І.Фальковича та ін. 1925 семінар об'єднався з аналогічним семінаром, що діяв при Київському інституті народного господарства, після чого центр орієнталістики став незабаром філіалом утвореної 1926 в Харкові Всеукраїнської наукової асоціації сходознавства.